# Paul Fliether

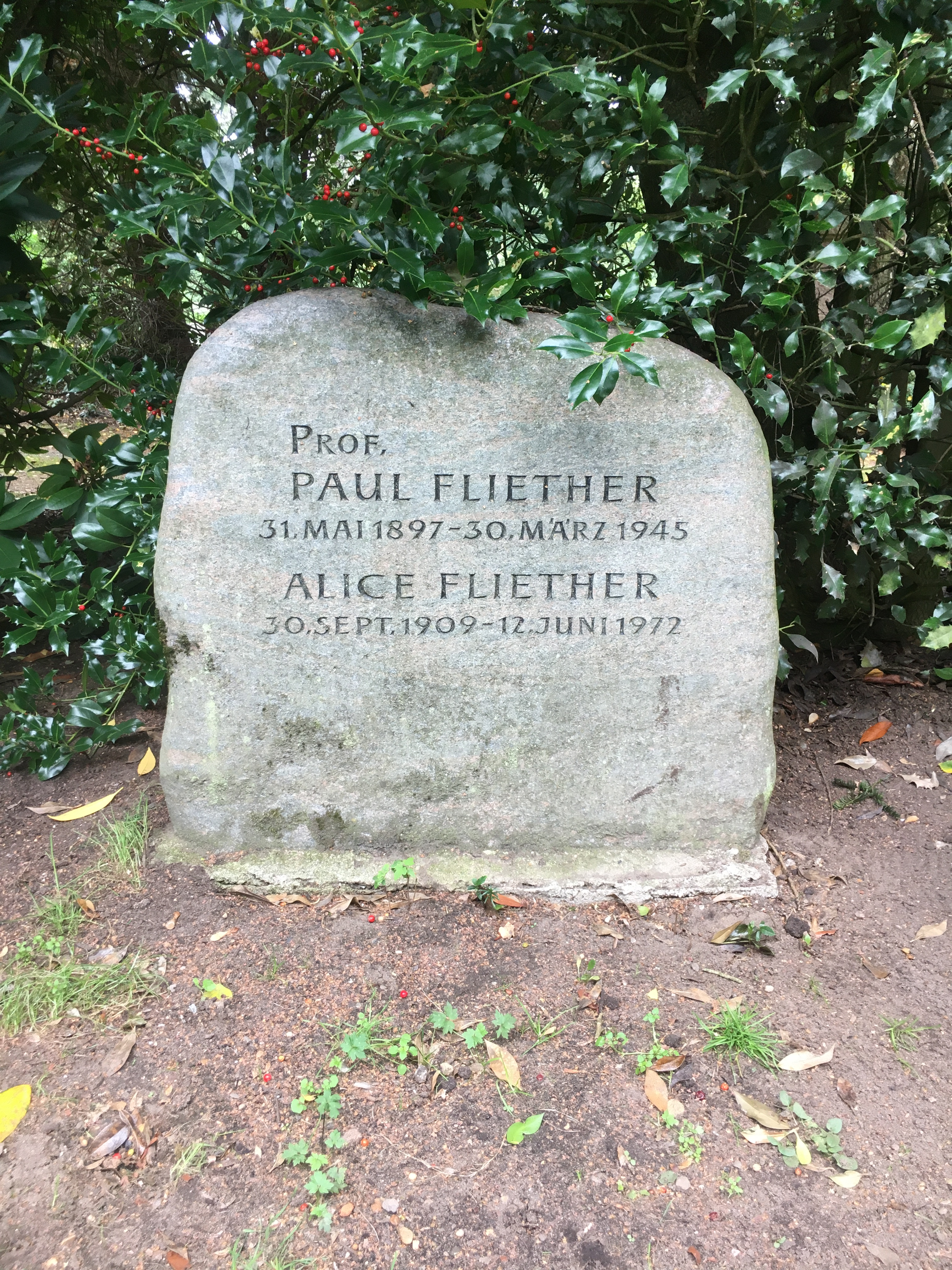
Grabstätte Paul Fliether auf dem Friedhof Ohlsdorf

Paul Fliether (* 31. Mai 1897 in Velbert; † 30. März 1945 in Hamburg; vollständiger Name: Paul Johann Fliether) war ein deutscher Architekt, Autor und Hochschullehrer, der als Vertreter der Stuttgarter Schule gilt.

## Beruflicher Werdegang
Nach seinem Architekturstudium an der Technischen Hochschule Stuttgart, unter anderem bei Paul Schmitthenner, war er von 1926 bis 1929 Büropartner des Architekten Peter Klotzbach in Barmen. Anschließend arbeitete er selbstständig in Velbert, bis er 1934 einem Ruf als Professor an die Hansische Hochschule für bildende Künste in Hamburg folgte. Zum 30. Mai 1942 wechselte er als Leiter der Architektur-Abteilung und Rektor an die Staatliche Kunsthochschule Dresden, wo er die Lehraufgaben des im Kriegseinsatz stehenden Herbert Terpitz übernahm. Fliether trat zum 1. März 1933 der NSDAP bei (Mitgliedsnummer 1.550.803), er gehörte auch der SA und SS an.
Paul Fliether wurde auf dem Hamburger Friedhof Ohlsdorf beigesetzt. Die Grabstätte befindet sich im Planquadrat AA 6.

## Werk

### Bauten und Entwürfe
- 1927–1929: Gebäude der Industrie- und Handelskammer in Elberfeld, Islandufer (an der Alexanderbrücke; gemeinsam mit Peter Klotzbach)[5]
- 1929: Kriegerdenkmal in Langerfeld (gemeinsam mit Peter Klotzbach)[6]
- 1933: Pommersche Bauernhochschule in Henkenhagen
- 1934–1940: Siedlung Langenhorst in Velbert
- 1937: Sparkassengebäude und Gestaltung des Adolf-Hitler-Platzes (Marienplatz) in Schwerin[7][8]

### Schriften
- Die Dorfsiedlung Langenhorst bei Velbert. Ein Musterbeispiel nationalsozialistischer Siedlung. In: Heimat und Siedlung, 30. Jahrgang 1937, Heft 2, Hrsg. Rheinischer Verein für Denkmalpflege und heimatschutz, Schwann Verlag, Düsseldorf 1937, S. 58–66.
- Arbeiten aus den Jahren 1926–1939. In: Moderne Bauformen, 39. Jahrgang 1940, Verlag Julius Hoffmann, Stuttgart 1940, S. 453–480.
- Kunst und Kunsterziehung. Rede zur Einführung als Rektor der Staatlichen Kunsthochschule in Dresden, gehalten am 30. Mai 1942. Focken & Oltmanns, Dresden 1942.